# Первомайський (Маріїнський округ)
Первома́йський (рос. Первомайский) — селище у складі Маріїнського округу Кемеровської області, Росія.

## Населення
Населення — 751 особа (2010; 757 у 2002).
Національний склад (станом на 2002 рік):
- росіяни — 96 %